# منتخب إسبانيا لهوكي الحقل للرجال
منتخب إسبانيا لهوكي الحقل هو ممثل إسبانيا الرسمي في رياضة هوكي الحقل.

## سجل المشاركات

### الألعاب الأولمبية الصيفية
| - 1908: لم يتأهل - 1920: لم يتأهل - 1928: المرتبة 8 - 1932: لم يتأهل - 1936: لم يتأهل - 1948: المرتبة 10 - 1952: لم يتأهل - 1956: لم يتأهل - 1960: ميدالية برونزية - 1964: المرتبة 4 - 1968: المرتبة 6 | - 1972: المرتبة 11 - 1976: المرتبة 7 - 1980: ميدالية فضية - 1984: المرتبة 8 - 1988: المرتبة 9 - 1992: المرتبة 5 - 1996: ميدالية فضية - 2000: المرتبة 9 - 2004: المرتبة 4 - 2008: ميدالية فضية - 2012: المرتبة 6 |

### بطولة العالم لهوكي الحقل
| - 1971: الوصيف - 1973: المرتبة 5 - 1975: المرتبة 8 - 1978: المرتبة 5 - 1982: المرتبة 11 - 1986: المرتبة 5 | - 1990: المرتبة 8 - 1994: المرتبة 9 - 1998: الوصيف - 2002: المرتبة 11 - 2006: المرتبة الثالثة - 2010: المرتبة 5 |

### بطولةأوروبالهوكي الحقل
| - 1970: المرتبة الثالثة - 1974: البطل - 1978: المرتبة 4 - 1983: المرتبة 4 - 1987: المرتبة 7 - 1991: المرتبة 5 - 1995: المرتبة 8 | - 1999: المرتبة 5 - 2003: الوصيف - 2005: البطل - 2007: الوصيف - 2009: المرتبة 4 - 2011: المرتبة 6 |